# Kiparisowuno
Kiparisowuno (gr. Κυπαρισσόβουνο, tur. Selvili Tepe) – szczyt o wysokości 1011, 1023 lub 1024 m n.p.m. położony w Dystrykcie Kirenia, w części Cypru zajmowanej przez Turków (w tzw. Cyprze Północnym, częściowo uznawanym na arenie międzynarodowej). Jest najwyższym szczytem Gór Kyreńskich.
Na zachodnich stokach szczytu zachował się zrujnowany kościół pod wezwaniem św. Pawła. Kościół ten był prawdopodobnie jednonawowy z kopułą i miał narteks zakończony półkolistymi łukami po stronie północnej i południowej o wymiarach wewnętrznych 7,32 × 5,63 metra. Był on pierwotnie ozdobiony freskami. Do 1974 zachował się w dobrym stanie fresk św. Jana z Damaszku, który namalowany był we wschodnim ślepym łuku ściany północnej. Datowano go na XII wiek.
W rejonie szczytu znajduje się duża liczba nadajników radiowych, bezprzewodowych, GSM i telewizyjnych.
Na szczyt nie prowadzi żaden znakowany szlak turystyczny.